# Jon Davison (producteur)
Pour les articles homonymes, voir Jon Davison.
Jon Davison est un producteur de cinéma américain, occasionnellement scénariste et réalisateur, né le 21 janvier 1941 à Haddonfield, dans le New Jersey. Il fonde sa propre société Tobor Productions vers la fin des années 1980.

## Biographie
Jon Davison naît le 21 janvier 1941 à Haddonfield. En 1965, il rencontre Joe Dante, alors qu'ils écrivent tous deux pour le magazine Castle of Frankenstein (en). Ils réalisent ensemble le film The Movie Orgy, un long montage (entre 3 et 7 heures selon les versions) composé d'extraits divers : films, spot publicitaires, émissions TV, etc. Ils le font alors projeter dans les universités.
Davison intègre l'université de New York, où il suit notamment un cours de cinéma auprès de Martin Scorsese, aux côtés d'amis étudiants parmi lesquels Jonathan Kaplan et Allan Arkush. Les trois travaillent également pour le Fillmore East, une salle de concert de la ville. Environ deux ans après leur diplôme, Roger Corman, à la recherche de jeunes collaborateurs pour ses films, contacte Kaplan sur un conseil de Scorsese,. Kaplan entame un scénario, et le fait relire à Davison et un autre camarade de classe, Daniel Opatoshu. Mais ces derniers, peu emballés, le convainquent de le réécrire à trois. Informé, Corman accepte également, et les engage dans la société New World Pictures qu'il vient de fonder. Davison est plus directement recruté par la responsable de la promotion Frances Doel, qui lui demande d'emblée de boucler le scénario d'un prochain film, India Doll House. Le travail terminé, Davison décide de le rendre en mains propres à Corman, et découvre alors que Doel vient de se suicider. Corman, séduit par le jeune homme, lui offre immédiatement le poste vacant.
À New World Pictures, Davison, désormais responsable du département publicité, obtient l'embauche de ses amis Joe Dante et Allan Arkush, lesquels se lient peu à peu au sein de l'équipe responsable des bandes-annonces,. Sur un pari de Davison à Corman, les trois jeunes gens se lancent dans ce qui devra être le film le moins cher jamais monté par New World. Ce sera Hollywood Boulevard (1976), réalisé par Dante et Arkush et produit par Davison, et qui tiendra le pari au moyen de nombreux extraits empruntés à d'autres films,. Davison reste producteur pour New World sur Lâchez les bolides, de Ron Howard (1977), puis Piranhas de son ami Joe Dante (1978).
Davison rejoint ensuite la Paramount, où il produit d'abord Y a-t-il un pilote dans l'avion ?, de David et Jerry Zucker, en 1980, puis Dressé pour tuer de Samuel Fuller en 1982. Il poursuit avec le film à sketches La Quatrième Dimension l'année suivante, et retrouve ensuite les Zucker sur Top secret ! en 1984.
Par l'entremise de Jonathan Kaplan, Davison rejoint un projet des scénaristes débutants Michael Miner et Edward Neumeier, déjà en contact avec Orion Pictures et le maquilleur Rob Bottin : RoboCop. Paul Verhoeven accepte de le réaliser, et le film sort en 1987. Davison, qui vient de monter sa propre structure Tobor Pictures, retrouve Orion pour produire une suite en 1990. Il continue avec Descente à Paradise de George Gallo (1994), puis convainc Edward Neumeier d'adapter en scénario le roman de Robert A. Heinlein Étoiles, garde-à-vous ! et Paul Verhoeven de réaliser ce qui deviendra Starship Troopers (1997). Il coproduit également sa suite en 2004, avec plusieurs mêmes membres de l'équipe technique, et entretemps À l'aube du sixième jour en 2000.
Jon Davison est marié à l'animatrice Sally Cruikshank. Lui et son ami Joe Dante, tous deux collectionneurs de films, ont mis à disposition des archives de l'Academy of Motion Picture Arts and Sciences quelque 500 vidéos de natures diverses (longs-métrages, bandes-annonces, etc.).

## Filmographie

### Production
- 1976 : Hollywood Boulevard, réalisé par Joe Dante et Allan Arkush
- 1977 : Lâchez les bolides, de Ron Howard
- 1978 : Piranhas, de Joe Dante
- 1980 : Y a-t-il un pilote dans l'avion ?, de David et Jerry Zucker
- 1982 : Dressé pour tuer, de Samuel Fuller
- 1983 : La Quatrième Dimension, de John Landis, Steven Spielberg, Joe Dante et George Miller
- 1984 : Top secret !, des ZAZ
- 1987 : RoboCop, de Paul Verhoeven
- 1990 : RoboCop 2, d'Irvin Kershner
- 1994 : Descente à Paradise, de George Gallo
- 1997 : Starship Troopers, de Paul Verhoeven
- 2000 : À l'aube du sixième jour, de Roger Spottiswoode
- 2004 : Starship Troopers 2, de Phil Tippett

### Autres
- 1965 : The Movie Orgy (coréalisateur avec Joe Dante)
- 1972 : Night Call Nurses (en) de Jonathan Kaplan (coscénariste)
- 1987 : Robocop de Paul Verhoeven  (voice ED-209)